# Acayahualco
Acayahualco es una localidad del estado mexicano de Guerrero. Es parte del municipio de Tepecoacuilco de Trujano.

## Toponimia
El nombre «Acayahualco» proviene de los términos en náhuatl: acatl, carrizo; yahualli, esfera; co, locativo. Su significado es «lugar de macoyos de carrizo».

## Demografía
| Gráfica de evolución demográfica |
|                                  |

| Censo | Población |
| ----- | --------- |
| 1900  | 153       |
| 1910  | 101       |
| 1921  | 180       |
| 1930  | 193       |
| 1940  | 187       |
| 1950  | 352       |
| 1960  | —         |
| 1970  | 752       |
| 1980  | 894       |
| 1990  | 935       |
| 2000  | 874       |
| 2010  | 925       |
| 2020  | 1 003     |